# Pseudobunaea orientalis
Pseudobunaea orientalis är en fjärilsart som beskrevs av Pierre Claude Rougeot. Pseudobunaea orientalis ingår i släktet Pseudobunaea och familjen påfågelsspinnare. Inga underarter finns listade i Catalogue of Life.